# منسق موسيقى
مُنسِّق الموسيقَى أو فارس الإسطوانات هو ما يعرف باللفظ دي جيه (بالإنجليزية: DJ)‏ وهو اختصار لعبارة دِسْك جَوكِي (بالإنجليزية: Disc Jockey)‏ التي تعني «فارس الأسطوانات»، ويُقصد به منسّق الأغاني المسجّلة.
يقوم منسق الموسيقى باختيار وتنسيق ومزج مجموعة أغانٍ مسجّلة ومقاطع موسيقية بحيث تكون بسرعة إيقاع ثابتة، مع إمكانية إجراء تحريفات وإضافة مؤثرات صوتية إليها، ويبثها للجمهور، وذلك لزيادة المتعة والإثارة ولتحفيزهم على الرقص عليها.
منسقو الأغاني مقسمون عادة إلى مجموعات وفئات مختلفة؛ فمنهم منسقو أغاني الراديو (بالإنجليزية: Radio DJs)‏ يقومون بتنسيق الأغاني على الإذاعات المختلفة، ومنسقو أغاني النوادي (بالإنجليزية: Club DJs)‏ يقومون بتنسيق الأغاني في النوادي والبارات وصالات الرقص والحفلات المتنوعة، ومنسقو أغاني الهيب هوب (بالإنجليزية: Hip Hop DJs)‏ يقومون بتنسيق الأغاني من نمط الهيب هوب وينوعون في ألحانها وأغانيها وهم الذين عادة ما يرافقون منسقي ومضيفي البرامج والأمسيات أو الحفلات بحيث يسدون الثغرات والفواصل أثناء التنسيق أو يجارون المضيف في تنسيقه للبرنامج.
بدأ ظهور منسقي الأغاني أوائل القرن العشرين بعد اختراع الفونوغراف ومهنة تنسيق الأغاني تتطلب عادة الموهبة والعلم في آن واحد كما ويمكن دراستها في الجامعات والمعاهد والمدارس الموسيقية.و من أشهر منسقي الأغاني على الصعيد العالمي دي جي تييستو "tiesto" هولندي الأصل  وعلى الصعيد العربي دي جي سعيد مراد.

## تنسيق الأغاني
يعتمد تنسيق الأغاني (بالإنجليزية: DJing)‏ على عدة أمور؛ فبالإضافة إلى الأجهزة والأسطوانات وغيرهما من المعدات التي يستلزمها تنسيق الأغاني فعلى المقدم أن يحضر النقاط التالية قبيل بدئه العرض:
- اختيار الأغاني والألحان التي سيقوم بتنسيقها والعمل عليها ويكون هذا الاختيار معتمدا على ذوق الجمهور المستمع ونوعيه العمل المراد تقديمه بالإضافة إلى ميول المقدم نفسه.
- خلط الأغاني حيث يتوجب على مقدم الأغاني العمل على خلط الموسيقى التي بين يديه بطريقة محببة ومريحة لإذن المستمع بحيث يكون التنقل بين الأغنية والأخرى سلسا.
- إعادة خلط أو مكسجة حيث يقوم المقدم هنا بمعالجة الموسيقي التي بين يديه مستخدما في ذلك الكثير من التقنيات كالتخريش أو التكرار أو تغيير الإيقاع والرتم وما إلى ذلك.

## معرض صور

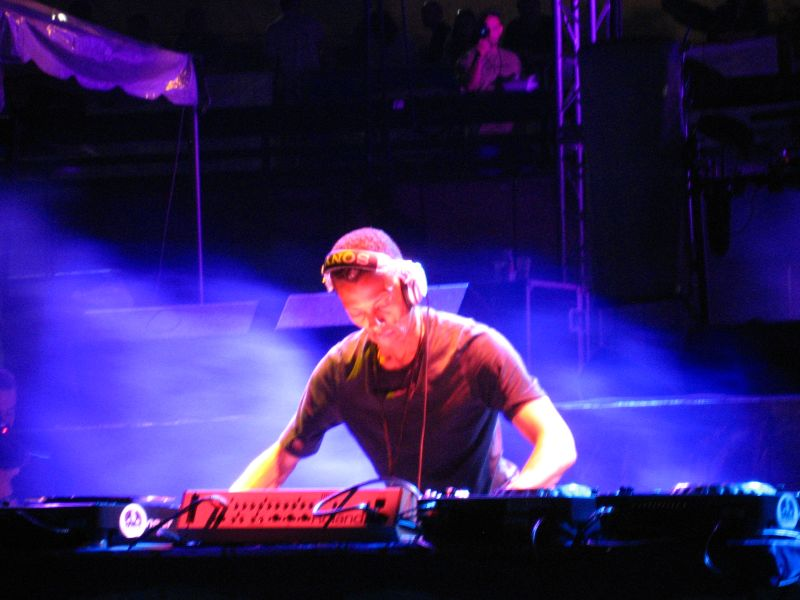
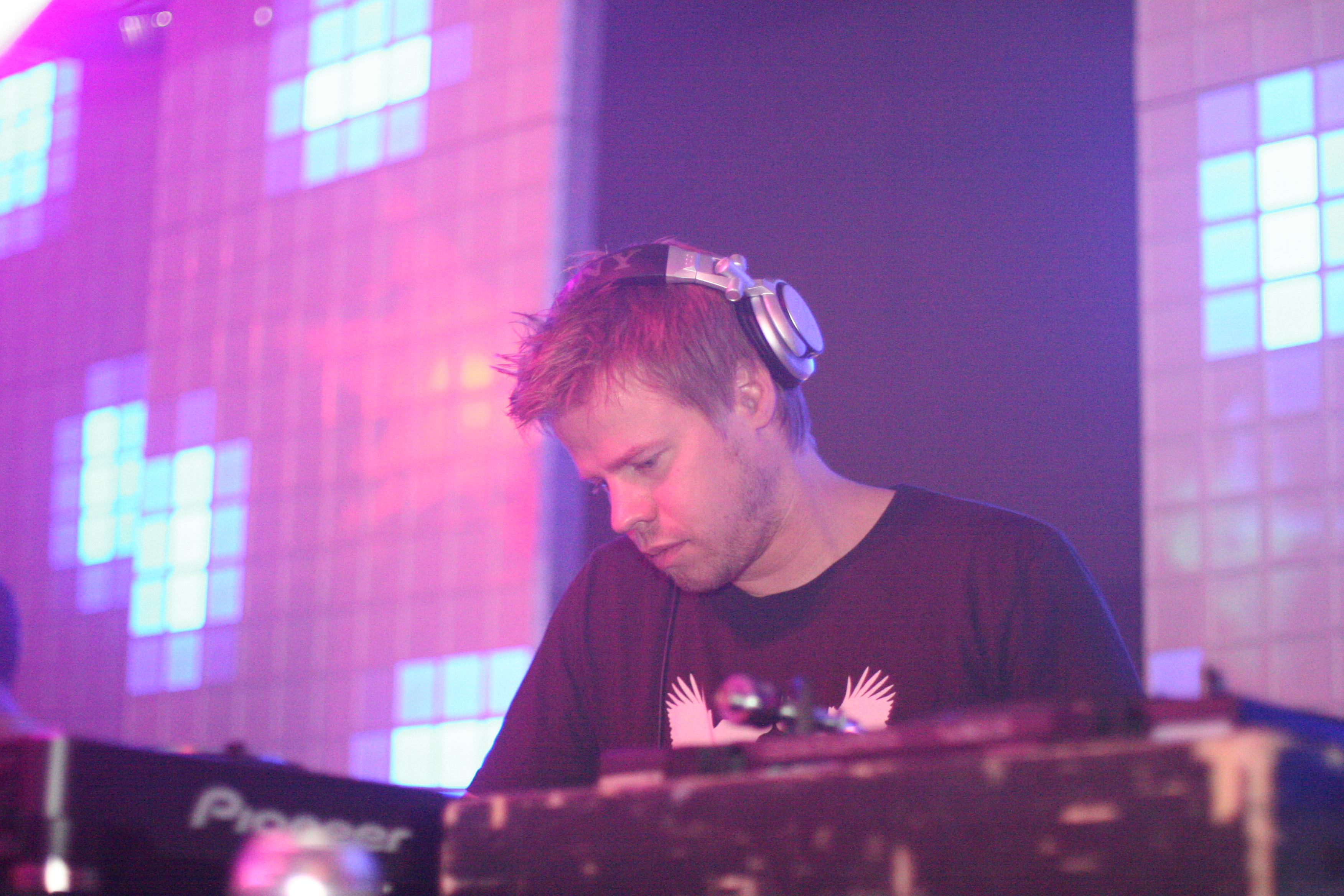
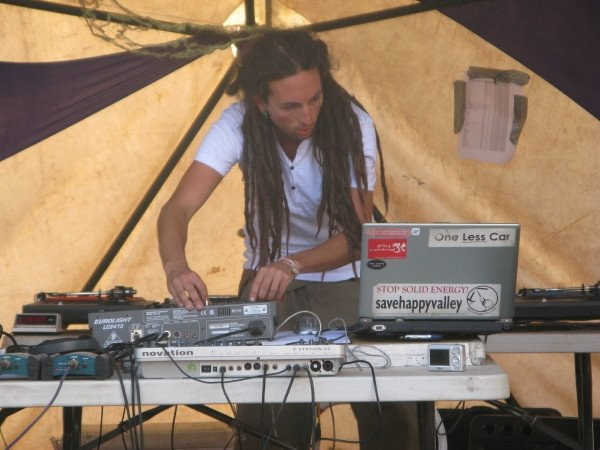
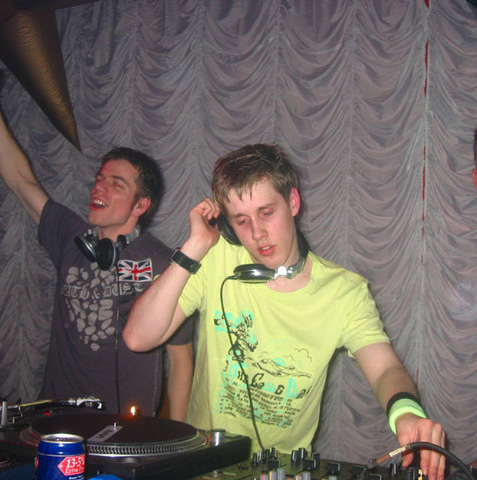